# باشگاه فوتبال امید گناوه
باشگاه فوتبال امید گناوه یکی از باشگاه‌های فوتبال در استان بوشهر ایران است. این تیم همچنین در جام حذفی کشور حضور داشتن. امید یکی از قدیمی ترین و ریشه دار ترین تیم های استان بوشهر است این تیم در شهر  گناوه بنیان‌گذاری شده‌است. این باشگاه هم‌اکنون در لیگ دسته دوم فوتبال ایران بازی می‌کند. تیم فوتبال امید گناوه یکی از نمایندگان استان بوشهر در لیگ دسته دوم است.
در مرداد ماه 1400 امتیازاین تیم، به باشگاه پیام واگذار شد.
```
[
۳
]
```